# Eduardo Ratinho
Eduardo Correia Piller Filho (São Paulo, 17 september 1987) – alias Eduardo Ratinho – is een Braziliaans voormalig voetballer die doorgaans speelde als rechtsback. Tussen 2005 en 2017 was hij actief voor Corinthians, CSKA Moskou, Toulouse, Fluminense, Santo André, Sport Recife, Botafogo (SP), Bonsucesso en Audax São Paulo.

## Carrière
Eduardo Ratinho speelde in de jeugdopleiding van Corinthians en debuteerde voor die club op 17 augustus 2005, toen er met 2–0 werd gewonnen van Goiás. In 2007 huurde het Russische CSKA Moskou hem, maar verder dan zes optredens kwam hij niet. Verhuurperiodes bij Toulouse, Fluminense, Santo André en Sport Recife boden hem echter ook geen succes. Hierna speelde hij in Brazilië voor Botafogo (SP), Bonsucesso en Audax São Paulo. Begin 2017 zette Ratinho op negenentwintigjarige leeftijd een punt achter zijn actieve loopbaan.